# Mulhussey
Mulhussey (en irlandais, Maol Hosae, le sommet d'Hussey) est un townland et un village dans le comté de Meath, en Irlande. 
Le village possède son école, son château et un cimetière tout proche, une chapelle (appelée la petite chapelle), en bordure de la paroisse de Kilcock et une source patrimoniale religieuse, St Bridgid's Well, située à Calgath, près de Mulhussey.

## Histoire
Les premiers habitants de Mulhussey furent les Husseys, une noble famille normande, au XIIIe siècle.
Le seigneur de Trim envoya à l'époque les Husseys dans une zone à l'extérieur de Maynooth qui était très importante, en raison du grand château normand, propriété des Fitzgerald du Comté de Kildare.
Une maison-tour et un manoir devaient être construits et habités par les Hussey pour s'occuper du terrain et le protéger au bénéfice de la famille De Lacy de Trim.
La légende raconte que vers la fin du XVIe siècle, le dernier habitant de la maison-tour et du manoir « ou château de Mulhussey » comme on l'appelle aujourd'hui, était une femme chauve. La traduction littérale de Maol Hosae est « Sommet de Hussey », mais le folklore fournit une deuxième traduction. Combinant le mot irlandais pour chauve et le nom irlandais pour Hussey (« Maol et Hosae»), la terre protégée par la famille Hussey s'appelait Maol Hosae, anglicisée en Mulhussey.

## Géographie
Mulhussey est situé tout au sud du comté de Meath dans la paroisse de Kilcloon, avec les villes voisines de Jenkinstown, Longtown, Kimmins Mill, Pagestown, Kilclone, Collistown et Rodanstown. An Post livre le courrier aux habitants de Mulhussey depuis le bureau de poste de Kilcock à Kildare, ce qui porte certaines personnes à croire que Mulhussey se trouve dans le comté de Kildare, mais c'est uniquement pour des raisons d'affranchissement. 
Les villes et villages les plus proches de Mulhussey sont Kilcock et Maynooth, respectivement à 6 et 8 kilomètres au sud, Dunboyne à 16 kilomètres à l'est, Sumerhill à 8 kilomètres au nord et Dunshaughlin à 18 kilomètres au nord. 
Un affluent de la rivière Tolka traverse les banlieues de Muhussey et de Kilclone.

## Sports
Les habitants de Mulhussey peuvent rejoindre le club local, les Blackhall Gaels GAA de la Gaelic Athletic Association. 
Les terrains d'entraînement sont situés à Pagestown et Batterstown - tous deux avec des clubs et des salles de sport modernes. [réf. nécessaire]
Le club comprend des équipes en football gaélique masculin et féminin, avec aussi la pratique du hurling et du camogie.

## Développement
La région de Mulhussey a connu un déclin de sa population depuis 1991. Les relevés de recensement du Central Statistics Office indiquent qu'en 1991, le secteur de recensement de Kilcloon comptait 351 habitants, descendu à 309 en 2002, en 2016, la population était de 280 habitants.
Le château de Mulhussey, ou donjon, se dresse encore aujourd'hui sur la route de Kilcock. La Mulhussey Graveyard Restoration Society a entrepris des travaux de restauration du cimetière de Mulhussey à côté du château. [réf. nécessaire]
L'école nationale St Joseph à Mulhussey (située sur la route de  Summerhill) a été créée en 1964, elle comptait 74 élèves en 2013, passant à 81 au début de 2020,.